# Consolidamento fiscale
Il consolidamento fiscale nelle politiche economiche di un governo consiste in azioni orientate a ridurre il deficit ed il debito pubblico di uno Stato.
Esse si sostanziano quindi in una diminuzione o contenimento della crescita della spesa pubblica ed in un aumento del gettito fiscale.